# Hlístník hnízdák
Hlístník hnízdák (Neottia nidus-avis) je vytrvalá nezelená rostlina z čeledi vstavačovitých (Orchidaceae). Vystupuje též pod lidovými názvy hnízdovka a hnízdík, protože se její kořeny podobají ptačímu hnízdu.

## Popis
Hlístník hnízdák dorůstá výšky asi 20–40 cm a kvete od května do června. Lodyha je silná, voskově žlutá či hnědavá, obvykle lysá či nahoře pýřitá a porostlá několika šupinovitými listy. Pod zemí na ni navazuje oddenek, který je u hlístníku hnízdáku krátký a plazivý a odrůstá z něj množství kratších silných kořenů.
Květenství je dlouhý klas, v spodní části rozšířený a řidší. Skládá se z voskově žlutých květů bez ostruhy, jejich okvětní lístky vytvářejí přilbu. Pysk je rozeklaný vedví. Mají medovou vůni. Spodní semeník srůstá ze tří plodolistů, květ obsahuje jedinou tyčinku. Plodem je oválná tobolka pukající šesti chlopněmi.

## Výživa
Rostlina není schopna fotosyntézy, živiny získává prostřednictvím mykorhizy, konkrétně soužitím s určitým druhem houby schopné tvořit mykorhizy s kořeny listnáčů. Hlístník není saprofyt, na rozdíl od např. saprofytických hub se nevyživuje z organických látek v půdě.
Navzdory údajům ve starší literatuře, podle které neobsahuje fotosyntetická barviva, byly v hlístníku potvrzeny pigmenty chlorofyl A i xantofyly. Hnědá barva je způsobena pouze odlišným spektrem karotenoidů, které díky vazbě na zvláštní proteiny zasahují do zeleného spektra (podobně jako u hnědých řas). Plastidy hlístníku jsou vřetenovité a obsahují tylakoidy, jež nejsou ve vzájemném kontaktu. Přestože nefotosyntetizují (konkrétně např. netvoří ani na světle kyslík), světlo jim přesto pomáhá tvořit ATP díky procesu cyklické fotofosforylace. S těmito skutečnostmi souvisí i to, že hlístník postrádá průduchy.

## Rozšíření a výskyt
Hlístník preferuje listnaté lesy, především dubohabřiny a bučiny, roste i na okrajích lesů a v křovinách, obvykle na živinami bohaté a vápenité půdě. Rozšíření sahá od Evropy na východ přes Malou Asii až na Kavkaz, roste i na severu na Sibiři a v severní části Afriky.

## Fotogalerie

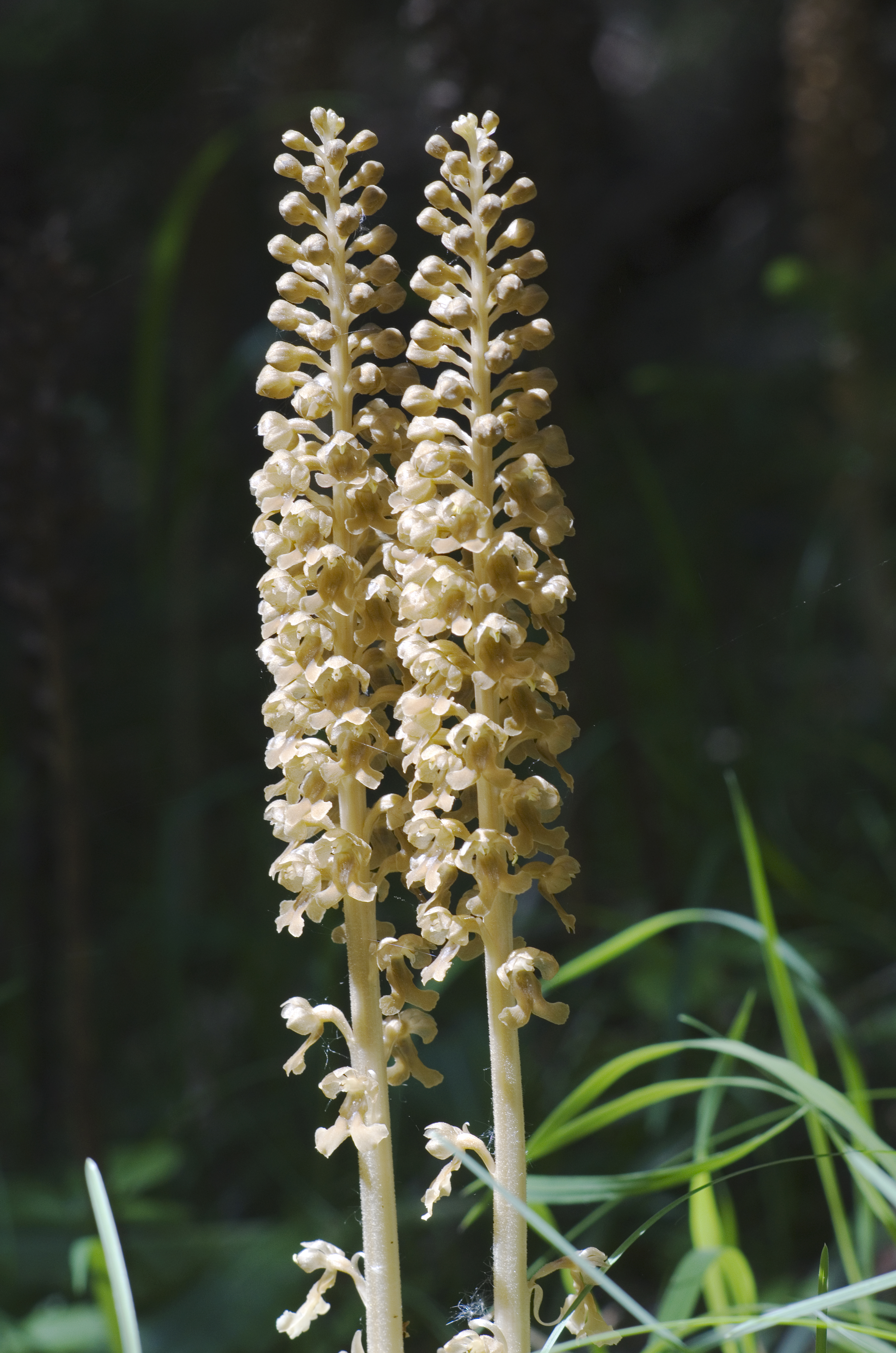
Hlístník hnízdák – květy
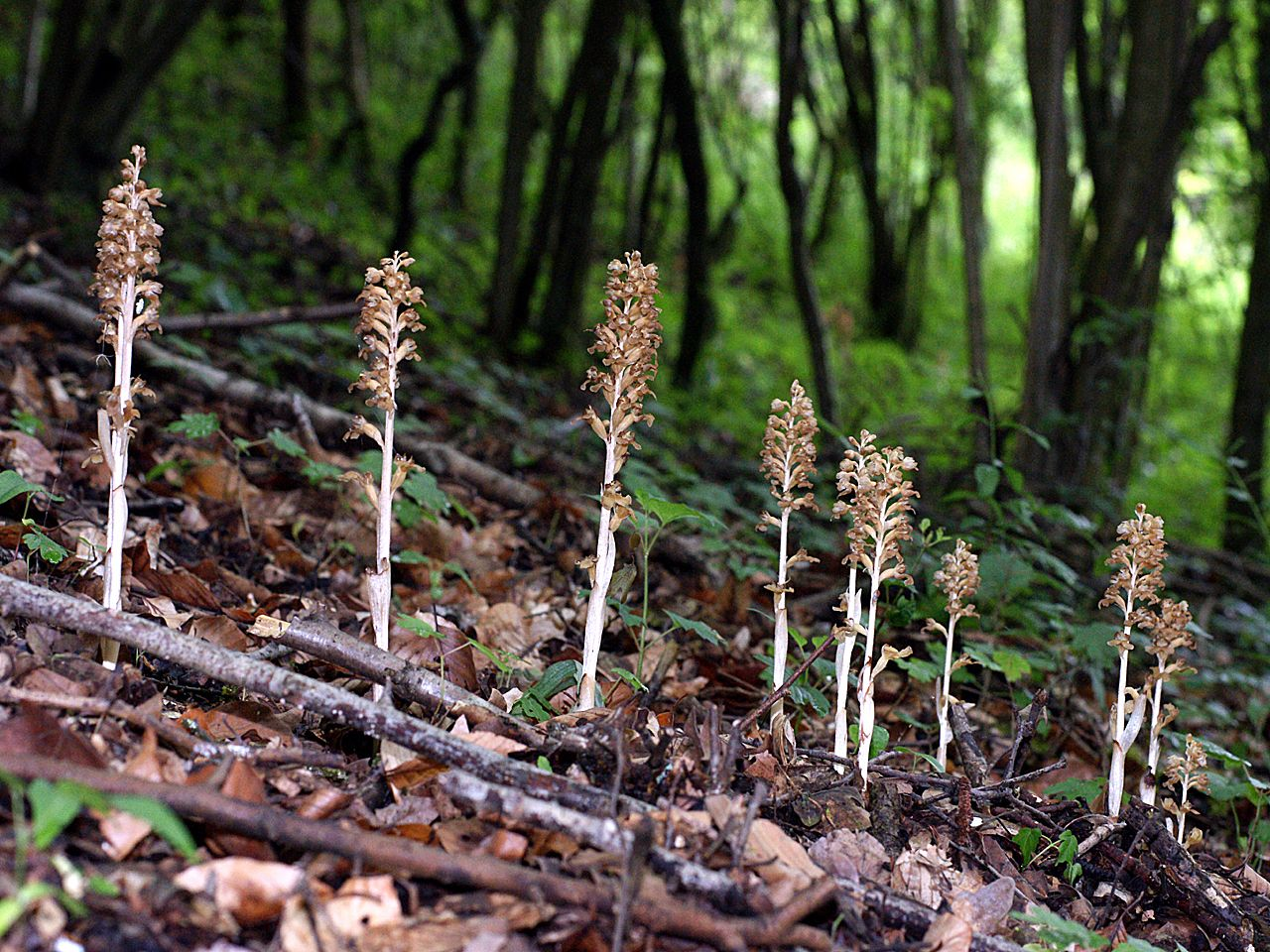
Hlístník hnízdák ve svém typickém prostředí
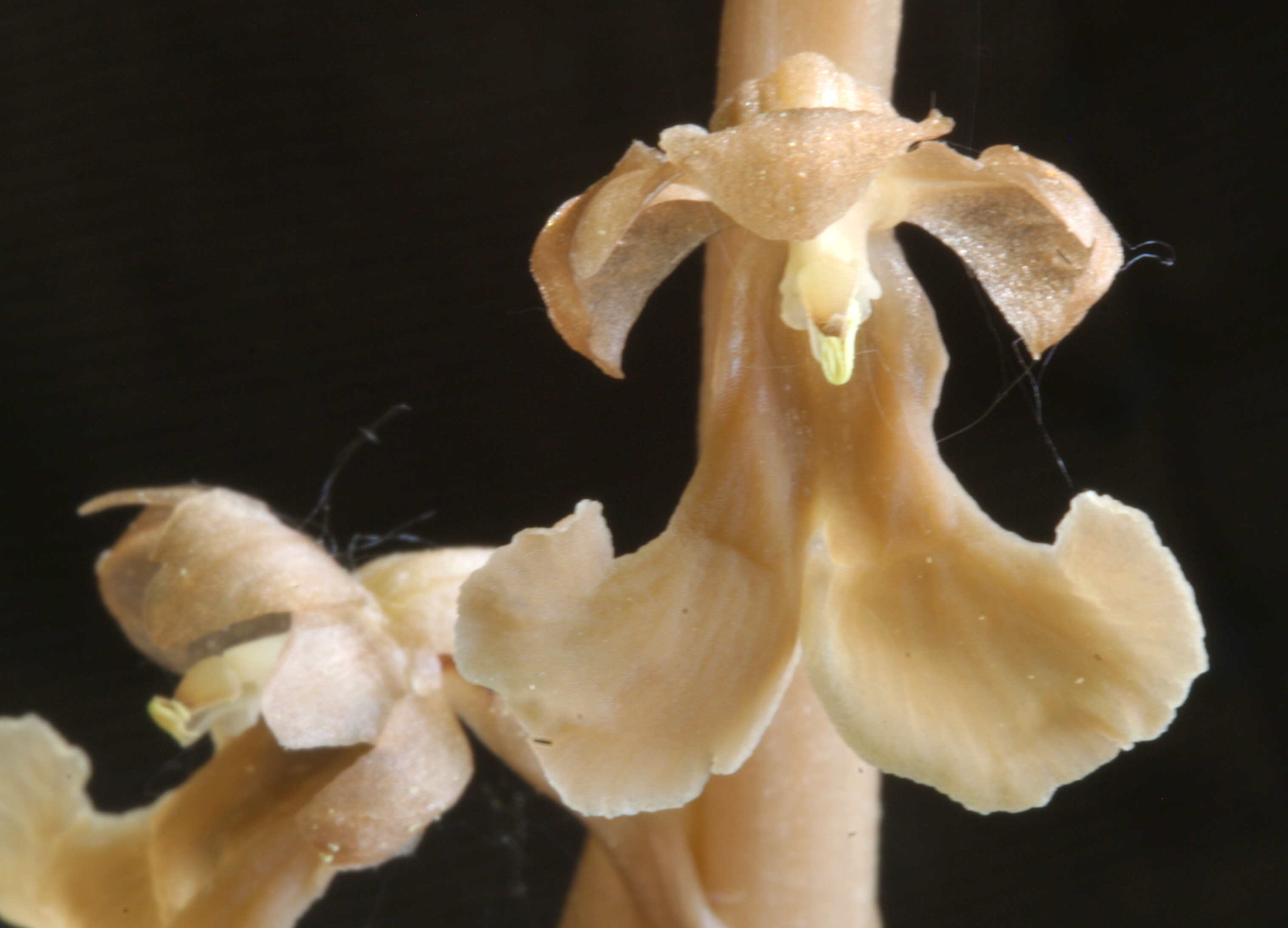
Hlístník hnízdák – detail květu
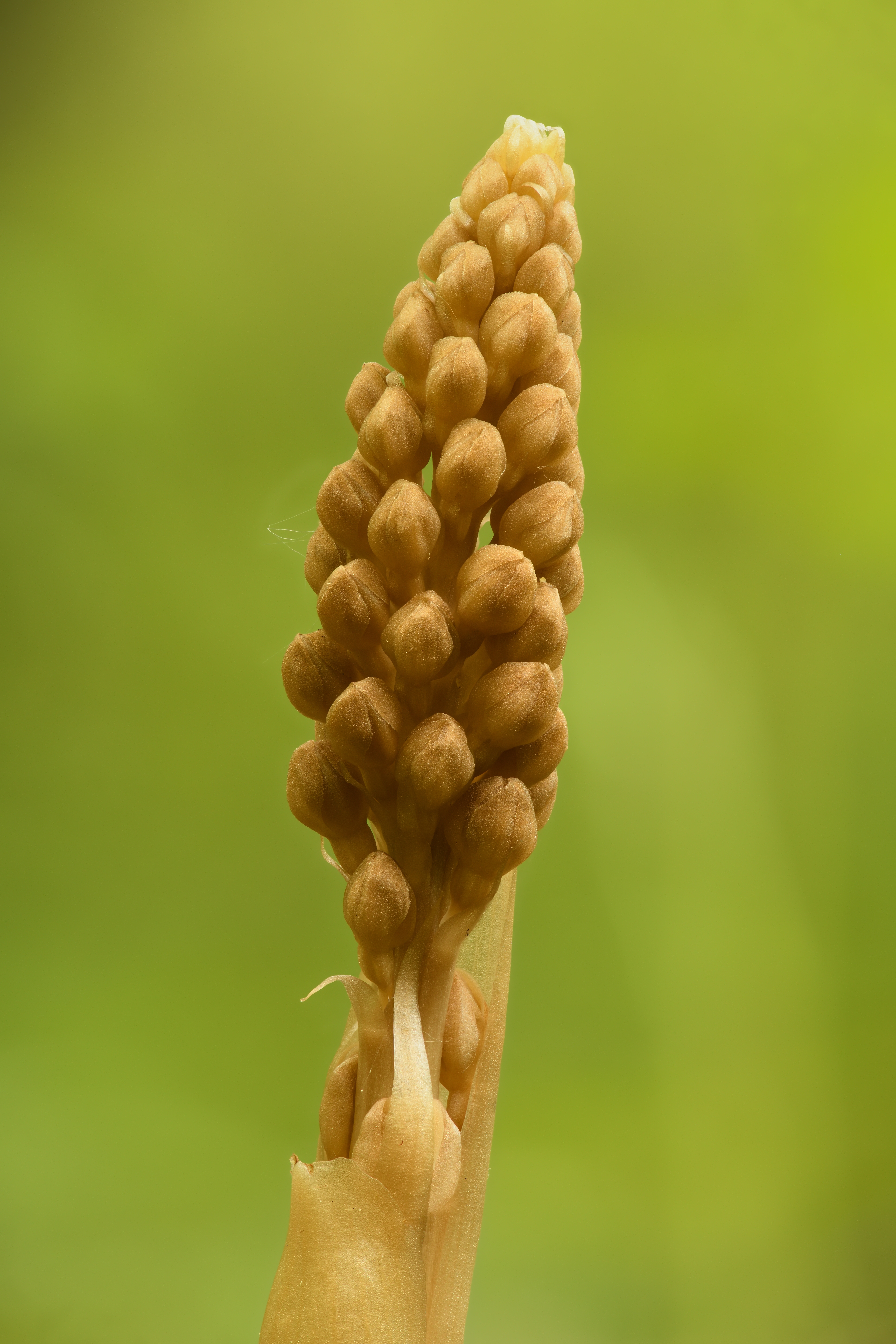
Hlístník hnízdák – semenáček